# Brighton Palace Pier

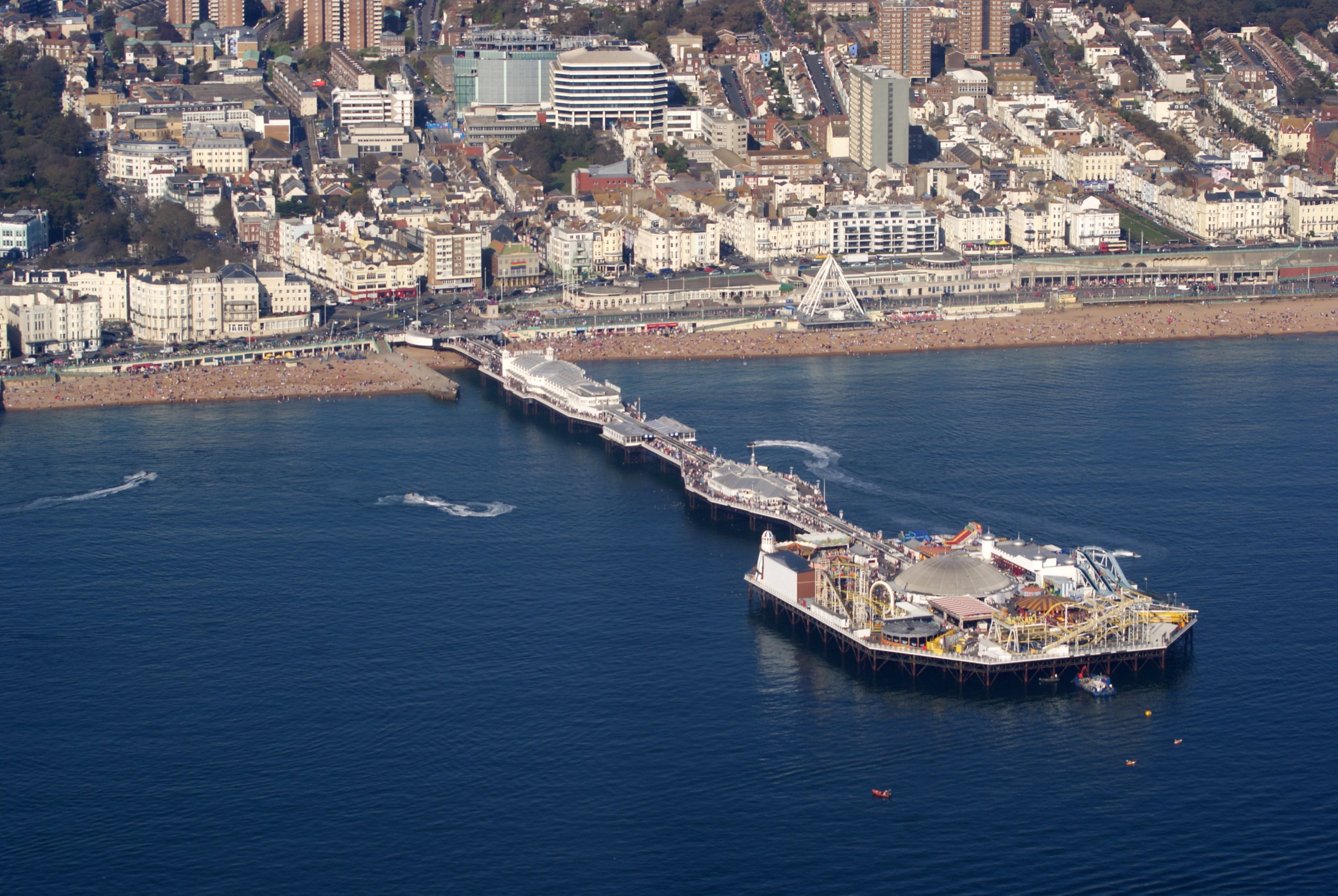
Der Brighton Palace Pier, 2011

Der Brighton Palace Pier (zuvor auch Brighton Marine Palace and Pier oder nur Palace Pier) ist eine Seebrücke (englisch pier) in Brighton, England. Sein Gegenstück war der inzwischen zerstörte und nur noch als Ruine erhaltene West Pier.

## Geschichte
Der erste Pfahl wurde am 7. November 1891 gesetzt. Das Bauwerk wurde im Mai 1899 eröffnet.

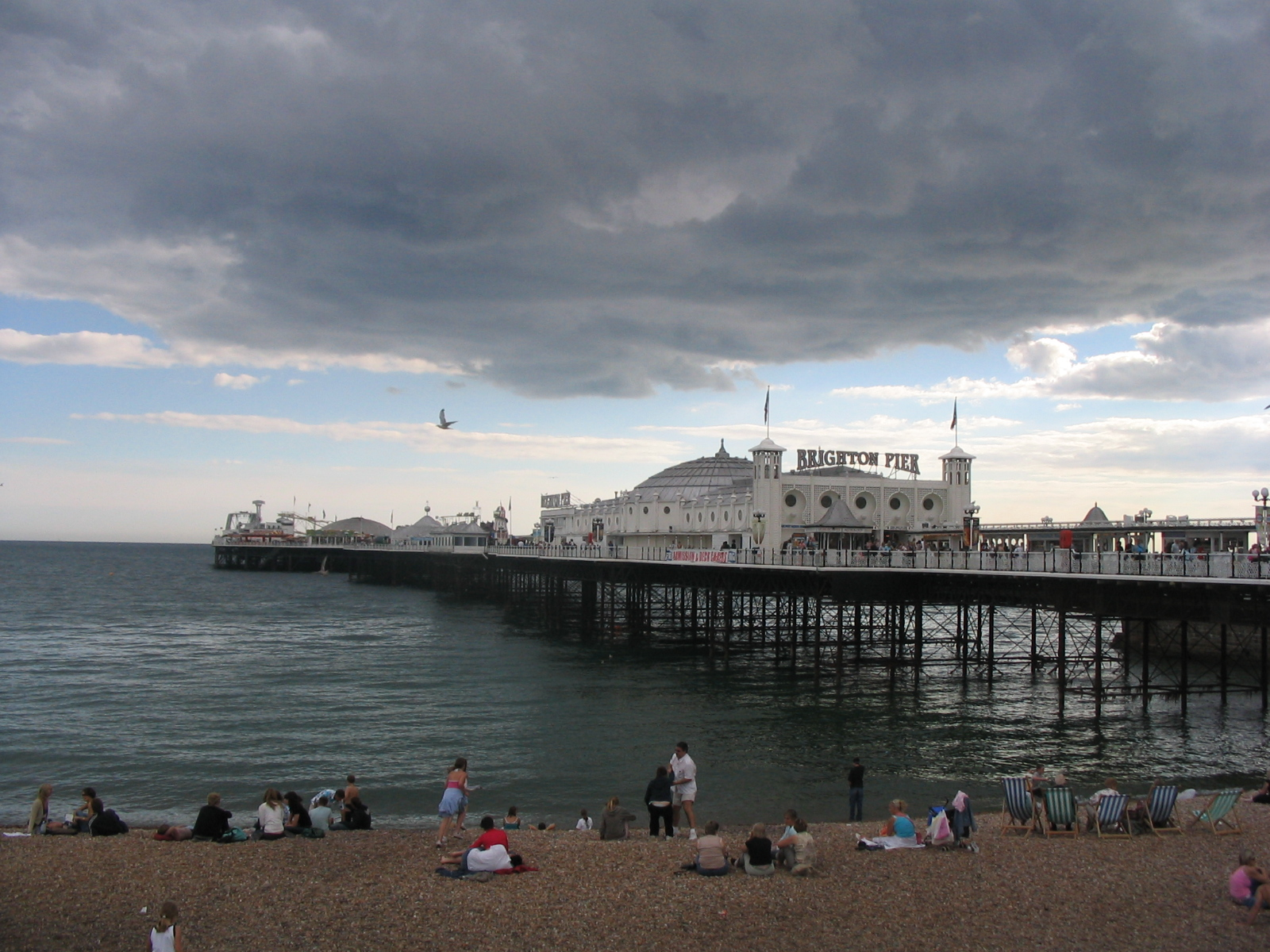
Brighton Pier vom Ufer aus, 2006

1973 wurde der Pier von einem Schiff beschädigt.
Das Theater wurde 1986 entfernt.

## Achterbahnen
Auf dem Brighton Pier befinden sich folgende Achterbahnen:
| Name        | Typ                           | Hersteller | Eröffnungsjahr |
| ----------- | ----------------------------- | ---------- | -------------- |
| Crazy Mouse | Spinning Coaster, Wilde Maus  | Reverchon  | 2000           |
| Turbo       | Stahlachterbahn mit Inversion | Pinfari    | um 1996        |

### Ehemalige Achterbahnen
| Name             | Typ              | Hersteller | Eröffnung | Schließung       |
| ---------------- | ---------------- | ---------- | --------- | ---------------- |
| unbekannter Name | Kinderachterbahn | unbekannt  | unbekannt | 2000 oder später |